# West Jordan
West Jordan je město v okresu Salt Lake County ve státě Utah ve Spojených státech amerických. K roku 2020 zde žilo 116 961 obyvatel a s celkovou rozlohou 84,1 km² byla hustota zalidnění 1 391,3 obyvatel na km². Je předměstím Salt Lake City a zároveň třetím nejlidnatějším městem v Utahu. Pojmenováno bylo podle řeky Jordán. Leží v nadmořské výšce přesahující 1 300 m n. m.